# ハーリ・クィン
ハーリ・クィン（Harley Quin）は、イギリスの推理作家アガサ・クリスティの推理小説に登場する主人公。ハーレー・クイン、ハーレ・クインとも。
クリスティの描いた探偵の中で最も謎めいた探偵役であり、職業、経歴などは一切不明。サタースウェイト氏という人物が語り手となる。14作品（全て短編）に登場する。
クィンは恋愛がらみの事件が起こる場所に現れ、その場にいるサタースウェイトにヒントを与え解決へと導かせる。事件が終わると、クィンはサタースウェイトの前から忽然と姿を消す。
「ハーリ・クィン」は「ハーレクィン」（コメディア・デラルテのアルレッキーノ）に由来しており、その登場がいつも突然であってギリシア悲劇・喜劇のデウス・エクス・マキーナを意識したと推測されること、また物語の舞台が非常に狭いことから、当初から舞台的・演劇的・類型的に作られたと見られている。
ちなみに、踊りが上手である。

## 登場作品
※すべて短編である。
- 謎のクィン氏
  - クィン氏登場
  - 窓ガラスに映る影
  - 〈鈴と道化服〉亭奇聞
  - 空のしるし
  - クルピエの真情
  - 海から来た男
  - 闇の声
  - ヘレンの顔
  - 死んだ道化役者
  - 翼の折れた鳥
  - 世界の果て
  - 道化師の小径
- 愛の探偵たち
  - 愛の探偵たち
- マン島の黄金
  - クィン氏のティー・セット

## 関連事項
- エンリコ・カルーソー:19世紀末から20世紀初頭にかけて活躍した著名なテノール歌手。「ヘレンの顔」では「ワイングラスに向かって歌うと、共鳴で粉々に砕けた」という逸話が紹介され、トリックに利用されている。